# بليحيات
بُليحيات (الاسم العلمي: Onchidiidae)، فصيلة حيوانات صغيرة من الرخويات التي تتنفس الهواء تحت البحر (وعلى الأرض). وهي عبارة عن قواقع بحرية (باستثاء نوعين).